# La vita rubata
La vita rubata è un film per la televisione italiano diretto da Graziano Diana.

## Trama
Questo TV movie venne trasmesso in prima visione su Rai 1 il 10 marzo 2008. Il soggetto è relativo all'omicidio di mafia di Graziella Campagna, ragazza di 17 anni impiegata presso una lavanderia, uccisa nel 1985 perché aveva scoperto che la lavanderia era in realtà solo una copertura per attività criminali.
Le indagini portate avanti nonostante i numerosi ostacoli dal fratello Pietro Campagna hanno portato nel 2004 alla condanna degli assassini della sorella ed allo smantellamento dell'organizzazione mafiosa.

## Distribuzione
Questo film doveva andare in onda il martedì 27 novembre 2007, ma l'allora Ministro della giustizia, Clemente Mastella, ha bloccato la messa in onda in vista della sentenza di appello dei sicari per il giorno 13 dicembre 2007.
Il film è stato rimandato in onda il 16 dicembre 2009 e il 18 luglio 2011 su Rai 1 alle 21:10 in prima serata.

## Location
- Il film è stato girato nelle cittadine di Letojanni e Savoca.
- Il luogo dove verrà trovato il corpo della vittima è Forte Campone, ma per il set è stato scelto Forte Crispi (Batteria Minaja).

## Altre partecipazioni
- Edizioni Musicali - Rai Trade
- Organizzatore - Vincenzo Cartuccia
- Produttori RAI - Paola Foffo, Federica Rossi

## Ascolti
7.604.000 Telespettatori: - 28,49% Share: 